# 십우도
십우도(Ten Bulls)는 선불교에서 견성에 이르는 참선 수행의 과정을 10개의 그림으로 나타낸 것이다.

## 사마타
십우도는 사마타 수행을 그림으로 표현한 것이다. 이 사마타 수행을 한 다음에는, 위빠사나 수행을 하여야 깨달음을 얻는다. 지관수행, 정혜쌍수 참조.

## 인우구망
8단계의 인우구망이 견성을 말하는데, 다른 그림은 모두 비유이지만, 인우구망에서의 일원상은 비유가 아니라 실제 명상중에 직접 보는 것이다.
제2의 석가모니, 대승불교의 아버지, 제14대 조사인 용수존자는 250년, 가나제바 존자를 제15대 조사로 임명해 법을 전하고, 월륜삼매에 들어 신통을 보이신 후 열반했다. 용수존자가 법좌 위에서 보름달과 같은 자재로운 몸을 나타내자, 그 대중들은 용수존자의 설법하는 음성만 들을 수 있었을 뿐, 존자의 모습은 볼 수 없었다. 용수존자의 모습을 보면 일원상(一圓相)의 달 모양으로 빛났는데 이 경지를 월륜삼매(月輪三昧)라고 한다. 불성의 본체를 일원상(一圓相)이란 형상으로 나타내서 보였다.
현대 한국불교의 창시자로 유명한, 제75대 조사인 경허 스님은 음력 1912년 4월 25일 열반송을 읊은 뒤 일원상을 그리고 입적했다.
원불교의 창시자 박중빈은 1916년 26세 때 명상중에 일원상을 직접 보았다고 한다.
선불교 십우도는 도교 팔우도를 가져온 것인데, 도교 팔우도는 인우구망의 일원상이 8단계로 마지막이다. 일원상을 보는 단계를 장자의 좌망이라고도 한다.

## 설명

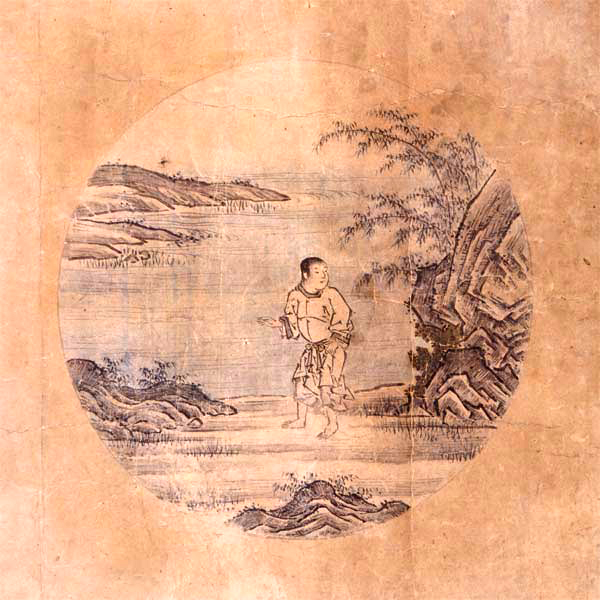
1. 심우(尋牛) 동자승이 검은소를 찾고 있다.
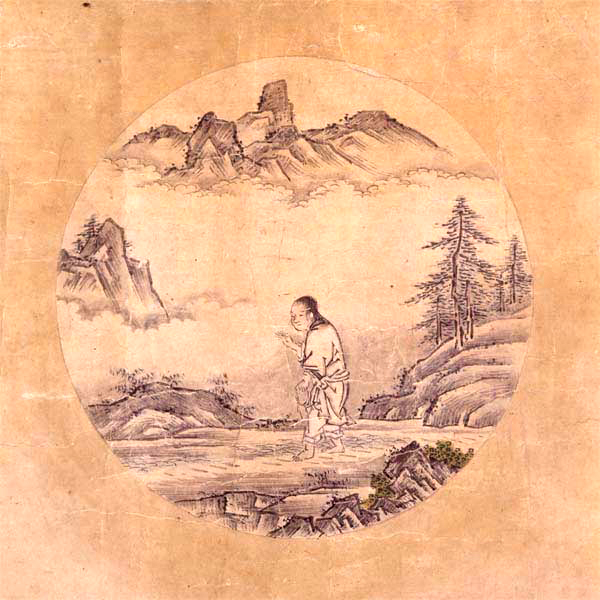
2. 견적(見跡) 동자승이 검은소의 발자국을 발견하고 그것을 따라간다.
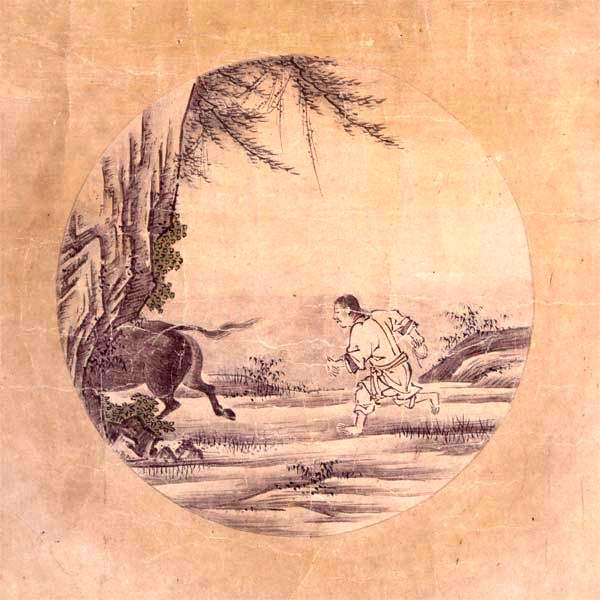
3. 견우(見牛) 동자승이 검은소의 뒷모습이나 소의 꼬리를 발견한다.
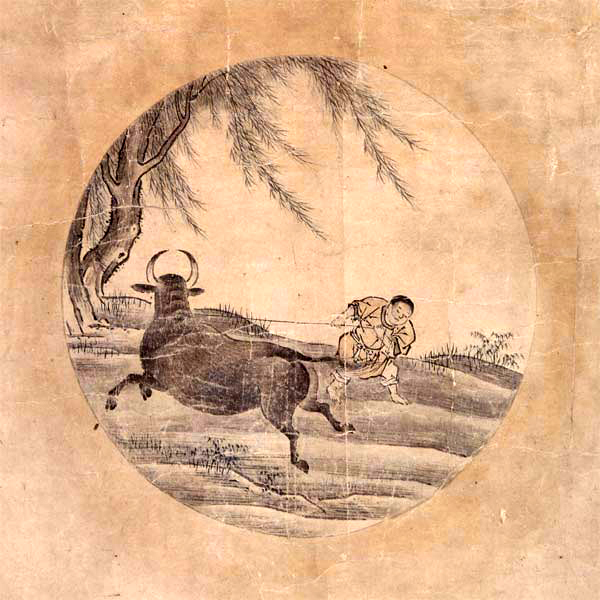
4. 득우(得牛) 동자승이 검은소를 붙잡아서 막 고삐를 걸었다.
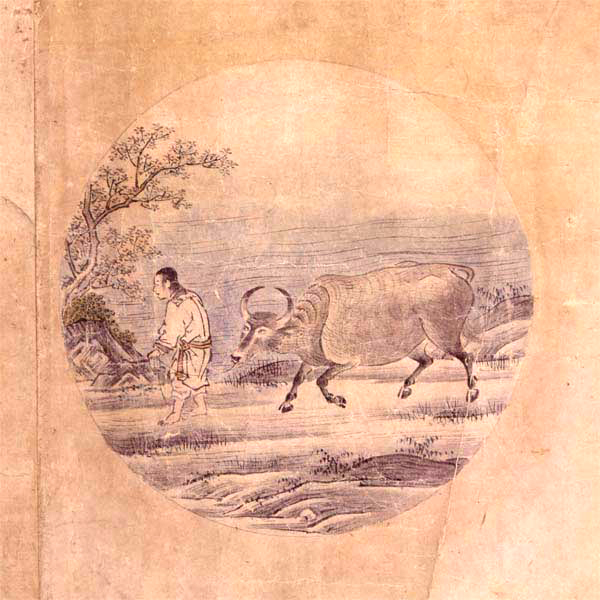
5. 목우(牧友) 동자승이 소에 코뚜레를 뚫어 길들이며 끌고 간다. 검은소가 머리부터 흰색으로 변해간다.
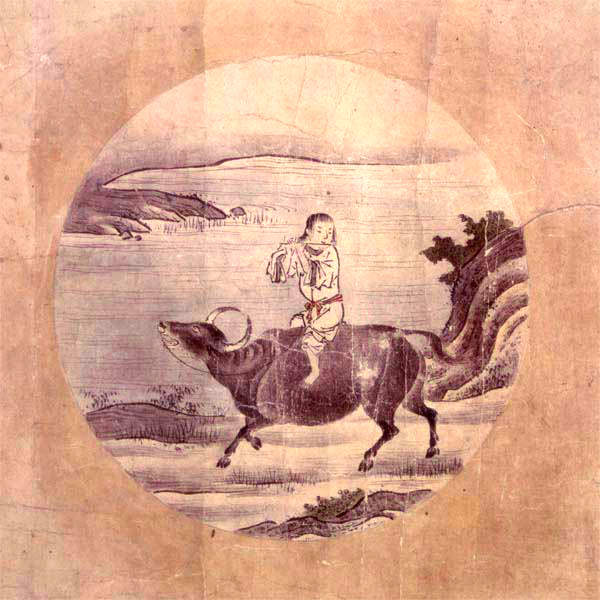
6. 기우귀가(騎牛歸家) 흰소에 올라탄 동자승이 피리를 불며 집으로 돌아온다.
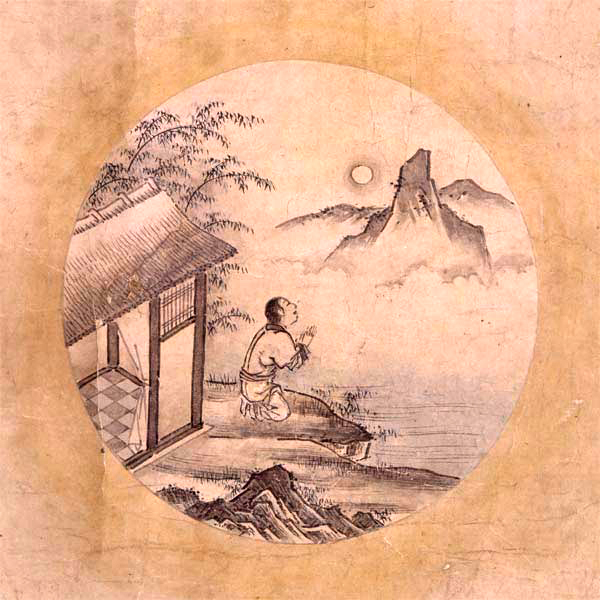
7. 망우재인(忘牛在人) 흰소도 없고 동자승만 앉아 있다.
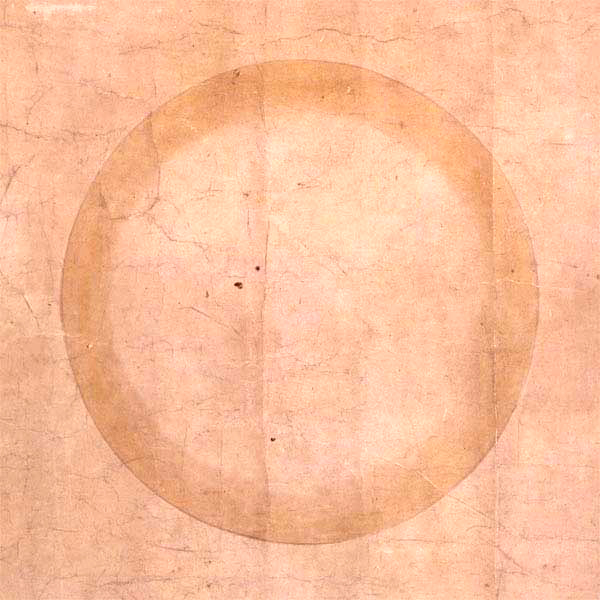
8. 인우구망(人牛俱忘) 흰소도 동자승도 없다.
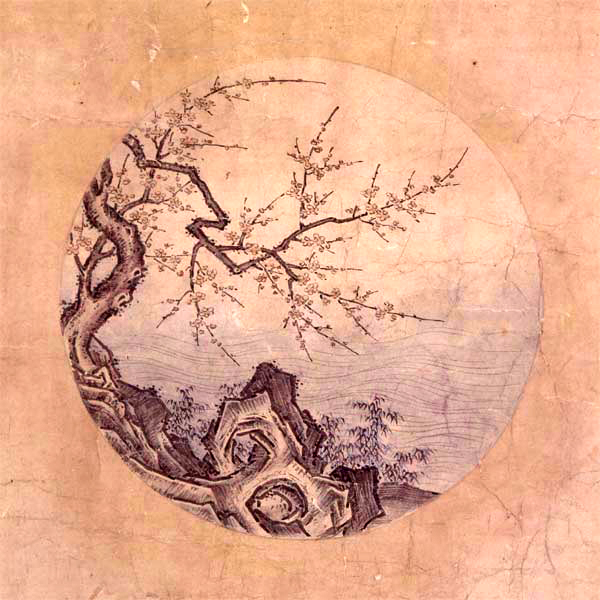
9. 반본환원(返本還源) 강물은 고요히 흐르고 꽃은 절로 핀다.
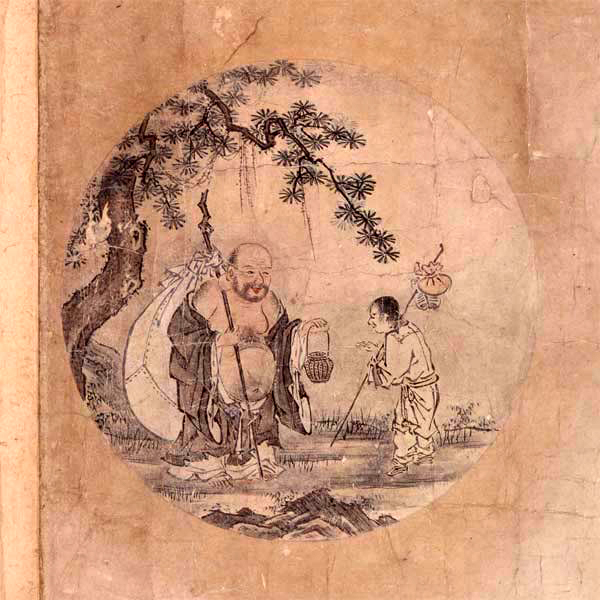
10. 입전수수(入廛垂手) 세속의 저잣거리로 들어가(入廛), 중생에게 손을 드리운다.(垂手)

## 같이 보기
- 사마타
- 보리 (불교)
- 열반